# بلموت
فيرموث (باليابانية: ベルモット، بالروماجي:  Berumotto)  أو كما تعرف أيضا بـ شارون فينيارد (باليابانية: シャロン・ヴィンヤード ، بالروماجي: Sharon Vinyādo)، وبـ كريس فينيارد(باليابانية: クリス・ヴィンヤード، بالروماجي: Kurisu Vinyādo). هي شخصية أساسية من شخصيات أنمي ومانغا من سلسلة المحقق كونان، وهي عضو مهم جداً من أعضاء المنظمة السوداء. اسمها الحقيقي شارون فينيارد (بالإنجليزية: Sharon Vineyard)، وهي أمريكية الأصل، تعمل كممثلة مشهورة في الولايات المتحدة الأمريكية وصديقة والدة شينتشي كودو الممثلة يوكيكو كودو التي تعرفت عليها عندما كانتا تتدربان على التنكر على يد كايتو كيد الأول، والمعروف باسم تويتشي كوروبا، هي غامضة الشخصية، وشابة المظهر فعمرها الظاهر 29 عامًا، ولكنها في الأصل كبيرة في السن ولم يعرض سبب مظهرها الشاب حتى الآن وغالباً هو سبب له علاقة بمشروع العقاقير الخاص بالمنظمة.
كان أول ظهور لها في الحلقة 176 بعنوان لقاء جديد مع المنظمة السوداء كنجمة سينمائية لا تفهم شيئاً من اليابانية، وقد كان ظهورها مريبًا، فكانت تصرفاتها تثير بعض الشكوك حولها. حتى ظهرت مع جين وفودكا كعضو من أعضاء المنظمة السوداء، تُعتبر من الأعضاء المقربين من زعيم المنظمة، حيث أنه كان قد منحها حُريَّة مُطلقة في تصرفاتها بسبب كونها المفضلة لديه.
تحب شينتشي كودو لأنه أنقذها في نيويورك عندما كانت متنكرة على شكل سفاح، ومنذ ذلك الوقت وهي تلقبه بـcool guy(الشاب الرائع) أو بالرصاصة الفضية التي ستنهي المنظمة، تحبه كثيرا وتحميه دائما ولم تخبر احدا بحقيقة تقلصه ودائما ما تراه يلاحق المنظمة لكن لا تخبر احد، وتلقب ران بـالملاك لأنها أيضًا أنقذتها. يلقب أعضاء مكتب التحقيقات الفدرالي  بلموت بـالتفاحة العفنة، كونها كانت سابقًا نجمة التفاحة الذهبية في نيويورك ولكنها فسدت وانحطت فصارت تفاحة عفنة لا تفاحة ذهبية.

## خلفية عامة
شارون فينيارد ممثلة أمريكية مشهورة عالمياً تُلقب بملكة الممثلات اشتهرت في برودواي وفي الأفلام والمسلسلات وحازت على العديد من الجوائز منها جائزة الأوسكار، قاست الكثير في ماضيها حيث أنكرت على نفسها الحظ الجيد وقالت أنه لم يبتسم لها ملاك قط وأنها لا تؤمن بالجنة أو النار ولا تؤمن بوجود إله مما يجعلها مُلحدة لكن في مرحلة ما أصبحت تؤمن بوجود ملاك وفي مرحلة أخرى لا تؤمن فبلموت بطبيعتها متناقضة ولكنها في الغالب تتأرجح بين اللادينية والإلحاد واللاأدرية، تعلمت فنون التنكر من ساحر ياباني شهير تويتشي كوروبا، أعظم ساحر في التاريخ حتى أتقنتها ويُقال أنها كانت تُجيد التنكر حتى قبل تعلمها على يده وقد وصلت بلموت لدرجة الكمال في التنكر باعتراف الجميع حتى صارت تُقارن بتويتشي وابنه كايتو بل ويُقال أنها أفضل منهما وأول سبب في ترجيح هذا التوقع هو كونها ممثلة محترفة فهي تُجيد التقمص أكثر منهما، وفي أثناء ذلك تعرفت على يوكيكو فوجيميني فأصبحتا صديقتان مقربتان، كانت شارون من أعضاء المنظمة حتى قبل 20 عامًا حين قتلت والد جودي ستارلينغ الذي كان عميلًا في FBI بعد تحقيقاته التي استهدفت المنظمة.
وبعد فترة، ادعت شارون أن لديها ابنة تبعدها عن أعين العامة عدا في الأفلام وأنها علمتها تقنيات التنكر وأنها لم تعد تراها منذ 10 سنوات بعد أن انخرطت مع أناس سيئين، قبل عام تقمصت شارون دور سفاح نيويورك حتى تستدرج عميل الـ FBI أكاي شويتشي، وبعد فشلها رتبت وفاتها حتى تظهر مرة أخرى بشخصية ابنتها كريس، أي أن بلموت تقمصت الشخصيتين فهي في نفس الوقت كريس وشارون.
عادت إلى اليابان للبحث عن خائنة المنظمة شيري أو المعروفة بـ (آي هايبارا) وجمعت معلومات عنها بعد أن تقمصت شخصية الدكتور تومواكي أرايدي، لكنها فشلت في قتلها بسبب حماية شينتشي كودو وعناصر FBI المستمرة لها، بلموت من أكثر أعضاء المنظمة قربًا للزعيم ومن الشخصيات القليلة التي تعرف هويته الحقيقية، ومعرفتها بحقيقة تقلص كلا من شيري وكودو وعدم إخبارها أعضاء المنظمة بذلك، ومحاولاتها قتل شيري دون مساعدة من أحد هو سر لا يعرفه أحد.
قبل ظهورها لأول مرة كانت في أمريكا مُلاحقة من قبل الـ FBI وكانت تتجه لأحد مواقع تصوير مسلسل ما والذي كانت من ضمن طاقمه، وتمكنت بفضل قيادتها المحترفة للسيارة من الهروب منهم.
تتمتع بلموت بجمال مُذهل يفوق الوصف وقدرات عظيمة لا مثيل لها، تملك عبقرية حادة وذكاءاً لا يُوصف، خططتها وتكتيكاتها رهيبة جداً وكاملة الخطورة، تعتبر بلموت من أخطر أعضاء المنظمة السوداء بل أخطرهم فهي قادرة على فعل كل شيء، شخصية متكاملة ومثالية لا يُوجد بها عيب وتتصف بكامل درجات الكمال، تستطيع تنفيذ خطط ضخمة بمفردها وذلك بمهاراتها، كما أن بلموت شخصية معلوماتية تحب جمع المعلومات وتعتبر أفضل شخصية جامعة للمعلومات في الأنمي حيث تستطيع الوصول لكل مكان وأخذ كل ما تريده.

## الشخصية
مع أنها لا تتلقى الأوامر إلا من جين وزعيم المنظمة ورام نائب زعيم المنظمة إلا أنها لا تتصرف إلا وفقًا لمصالحها وتفعل ما يناسبها حتى وإن تعارض ذلك مع أهداف الزعيم، تتعمد بلموت السرية والكتمان حتى عن الأعضاء الآخرين، واثقة بقدراتها ويكون لها اليد العليا حين يتم مراقبتها إلا أنها تفشل دائما حين تواجه أيًا من شينتشي أو شويتشي أكاي، شخصيتها متناقضة فتظهر حينًا قاسية عديمة الرحمة وتظهر في حين آخر مخاطرة بحياتها في سبيل إنقاذ سينشي وران، قد يكون سبب ذلك إنقاذهما لها في نيويورك، ومن ناحية أخرى بالرغم من عثورها على شيري إلا أن الدافع وراء قتلها بعيدًا عن أعين المنظمة واحتفاظها بسر العقار لنفسها مازال غامضا حتى الآن، حتى من ناحية التوجه الديني فهي متناقضة فمرة تؤمن بالإله والملائكة والجنة والنار والشيطان ومرة لا تؤمن بهم جميعهم لذلك بلموت تتأرجح بين اللادينية واللاأدرية والإلحاد، بلموت شخصية مُخادعة وخبيثة جداً وتُعد أخبث شخصية في الأنمي، عبقرية للغاية وتملك ذكاءاً وفطنة وحنكة عظيمة، تُخطط وتُنفذ لوحدها كما رأينا في الحلقة 345 وهي ناجحة دائماً تنجح في كل المهمات ما عدا ما يتعلق بكونان وأكاي، بلموت تُحب استفزاز الآخرين كما رأينا في الحلقة 230 استفزت جين وذلك بتقديم المارتيني له بدل ما طلبه والمارتيني هو نبيذ يتكون من مزج الفيرموث والجين، كما أن بلموت لا تهتم بمشاعر الآخرين بالأخص إن كانوا أعدائها حيث تنكرت بشكل تسوتومو أكاي لكي تخدع زوجة تسوتومو نفسه أكاي ميري ورغم فشلها في ذلك إلا أن هذا كسر قلب ميري كثيراً وأصبحت حذرة جداً ولا تثق في أحد وهذا شيء تعمدته بلموت، لا أحد يعلم ما يدور في بالها فهي شديدة الغموض وتحب التكتم والسرية المطلقة عن الجميع وتحتفظ بكل أسرارها لنفسها وبررت هذا بقولها «السر يجعل المرأة مرأة مميزة.. إن الاحتفاظ بالأسرار يزيد من أنوثتها جمالاً»، وهي تحب التلاعب بالآخرين ومحترفة في استغلال الأشياء والأشخاص في صالحها وخبيرة في قلب الأحداث لصالحها، تملك جرأة عالية وثقة لا مثيل لها، ولها قدرة عظيمة في التخطيط والإستراتيجيات ونسج التكتيكات المعقدة للغاية كما أنها تملك خططاً احتياطية في حالة فشلها وتعد من أذكى وأدهى الشخصيات في عالم الأنمي إن لم تكن أذكاهم، دائماً ما تكون لها اليد العليا بفضل مهاراتها حيث أن بلموت تُجيد كل شيء، دوافع بلموت غامضة جداً ولا أحد يعرف ما تفكر به أو ما تريده، تكره آل ميانو وأبحاثهما وتبغض ابنتهما شيري (هايبارا)، يوجد جانب من بلموت يجعلها لا تُفضل قتل الأطفال مُباشرة إلا لو كانت مضطرة كجودي عندما قتلت والدها وهي طفلة لم تقتلها مباشرة بل أحرقت المنزل و توجي فونيموتو الذي رأى حادث كير تركته دون قتله، بالإضافة إلى ماسومي سيرا رغم أنها تعرف خطورتها وذكائها لكن بلموت لم تقتلها بل اكتفت بتنويمها، دائماً ما يكون كلام بلموت غامض وعميق المعنى، لديها متلازمة نيكتوفيليا وهم الذين يعشقون الظلام ويفضلون العُزلة والبقاء في مكان مظلم ويكتفون بإضاءة خافتة، لا تخاف بلموت ولا تهاب أحداً مهما كان سواءاً جين أو رام أو أكاي أو ميري أو غيرهم فهي لا تُواجه هذه الشخصيات إلا وهي تعلم أنها ستنتصر وحتى إن لم تكن مُخططة للأمر فإنها تستطيع الخروج من المأزق بأي طريقة كانت، ولا تخاف من توجيه المسدس عليها كما فعل جين ولا تهاب تهديداته، لا يروعها كلام كيانتي وكورن بشأن قتلها، بلموت مكروهة بشكل هائل من قبل شخصيات الأنمي أنفسهم مثل كيانتي وكورن وجين، وهناك من يحبونها ويقدرونها مثل الزعيم، وحتى أعدائها يثنون عليها كجودي وميري وكونان وأكاي، إن كان يدل هذا على شيء فهو يدل على عظمة الشخصية نفسها، بلموت شخصية مُتعالية ومتكبرة إلى حد ما ودائماً ما تتحدث كما لو أنها ملكة عظيمة أو شخص فوق مقام البشر مثلما قال سوغورو إيتاكورا في مذكراته.

## القدرات والمهارات
- فنون التنكر: بلموت قادرة على تقمص مظهر أي شخص، وتقليد صوته دون استعمال أدوات، وظهرت قدرتها على التنكر لأول مرة عندما تقمصت شخصية النادل، بلموت يمكنها تقمص شخصية الشخص الذي تتنكر بشكله بكل احتراف وذلك يرجع لكونها ممثلة وهذا يجعلها تتفوق على تويتشي وابنه كايتو حيث أنهما لا يُجيدان التمثيل بقدرها، تعلمت بلموت التنكر على يد تويتشي كوروبا أعظم وأفضل ساحر في التاريخ وأفضل شخصية متنكرة، مع ذلك فإن بلموت تفوقت عليه وعلى ابنه كايتو في فنون التنكر ووصلت لمرحلة الكمال التام باعتراف الجميع ومنهم العميلة الفيدرالية جودي ستارلينغ حيث قالت «أن بلموت وصلت لدرجة مخيفة من التنكر جعلتها تصل للكمال» كما قالت جودي أيضاً «أن بلموت ساحرة ذات ألف وجه، تمكنها قدرتها على التنكر بشكل أي شخص والوصول لكل ما تريده بسهولة تامة» كما اعترفت عميلة الاستخبارات البريطانية أكاي ميري «أن بلموت ساحرة ذات ألف وجه» وقالت يوكيكو «أنها لم تصل لدرجة إتقان بلموت للتنكر» وقال كونان أنها «أستاذة في التنكر»، دائماً ما تتم الإشادة بمهاراتها في التنكر، مهارات بلموت تجعلها خطيرة للغاية وجميع فانز كونان يتفقون بأنها أفضل متنكرة في الأنمي وتعتبر ملكة التنكر فيه، يمكنها التنكر بشكل أي شخص وتقتحم أي مكان وتصل لكل ما تريد، استطاعت أن تمثل على الناس بأنها شخصيتين مختلفتين وهما كريس وشارون لأكثر من 20 سنة ولم يشك أحد أبداً بذلك وقد انطلت الحيلة على الكل حتى كونان ويوكيكو التي تعتبر ممثلة ومتنكرة مثل بلموت، دائماً ما تكون تنكرات بلموت غير متوقعة ومثالية تماماً، وحتى التنكرات التي لا تُخطط لها فإنها تستطيع تقمص الشخصية باحترافية.
- الاستطلاع: بلموت متخصصة في الاستطلاع والتسلل كما حدث عندما تسللت إلى مركز شرطة العاصمة وسرقت سجلات القضايا التي حلها كوغورو موري وأعادتها لهم بعد ذلك لتستدرج عناصر الـ FBI لحماية موري وتعلم بذلك عددهم وتحركاتهم كما تمكنت في الفيلم 20 (الكابوس الأشد سوادا من اختراق الأمن والدخول لمواقع لا يُسمح بدخول الناس بها عادة حيث دخلت لغرف التشغيل والكهرباء، بالإضافة إلى أنها في الفيلم 13 تمكنت من اختراق الشرطة وتنكرت بهيئة شرطي وذهبت لاجتماعهم رغم أنه من المفترض أن المراقبة والحراسة مشددة في كل الحالات.[3]
- القدرة على التحمل: لها قدرة عالية على تحمل الألم حيث استطاعت الهرب أكثر من مرة بعد أن أصابها أعضاء الـ FBI، ورغم أن أكاي كسر ضلعين أو 3 من أضلاعها بسبب طلقة البندقية إلا أنها تمكنت من الركض بسرعة من أمام أكاي نفسه وسبب عدم تحركها في حلقة 345 هو لأنها اضطرت أن تطلق النار على فخذها حتى لا يؤثر عليها الغاز المنوم عندما تواجهت مع كونان في الحلقة 345 (وجهًا لوجه مع المنظمة السوداء، لغزان في ليلة اكتمال القمر).[3]
- الرماية: تمتلك مهارات عالية في الرماية، ففي الحلقة 345 أثناء مواجهتها مع الـ FBI، وبرغم إصابتها بطلق ناري، استطاعت إطلاق النار بيدها اليسرى إلى الخلف أثناء القيادة، وأصابت خزان وقود السيارة الأخرى مما أدى إلى انفجارها وذلك باستخدام مرآة سيارتها الجانبية.
- التحدث بأي لغة بطلاقة: حسب تصريحات مؤلف كونان غوشو أوياما فإن بلموت تُجيد كل اللغات وهذا يدل على عبقرية بلموت وقوة ذاكرتها العظيمة.
- الذاكرة القوية: تمتلك بلموت ذاكرة قوية للغاية حيث استطاعت من خلال تذكر لمحات بسيطة عن العميل الفيدرالي أندريه كاميل وبالتالي حللت شكله في عقلها واستنتجت بأنه هو من يلاحقونه، كما تستطيع بلموت حفظ كل ما يرتديه الناس من خلال لمحة فقط، وتستطيع التنكر باحترافية من خلال حفظ الشكل سواءاً من المرآة أو من بُعد أو حتى بالكاميرا، بلموت محترفة في كل ما تفعله.

## العلاقات

### الأسرة والأصدقاء
- شارون فينيارد : بلموت كانت تلعب دور شخصيتين مختلفتين كلاهما اختلقتهما بلموت لتغطي عن كبر سنها حيث في البداية كانت تؤدي دور شارون الأم وأنها تملك ابنة لا تظهر للإعلام وانخرطت مع مجموعة سيئة ومع تقدم شارون في السن تُوفيت وظهرت كريس الابنة في جنازتها لكن في الواقع بلموت هي نفسها كريس وهي نفسها شارون حيث أنها كانت تضع مكياجاً ليظهرها بمظهر المتقدمة بالسن ثم اختلقت موتها لكي تظهر بشخصية الابنة التي لم تظهر من قبل.
- يوكيكو فوجيميني: تعرفت عليها أثناء تعلمهما فنون التنكر وتوثقت صداقتهما بعد ذلك، حضرت يوكيكو جنازة صديقتها شارون بعد إعلان وفاتها، تعتبر صداقتهم قوية جداً ورغم انتهاء صداقتهما بسبب أن فيرموث مجرمة إلا أن فيرموث لا تزال تعتبرها كصديقة سابقة وفي الغالب لن تؤذيها أبداً.

### المنظمة السوداء
- الزعيم: بلموت هي المفضلة لزعيم المنظمة ويرجح أن بينهما علاقة من نوع ما وينفذ الزعيم طلباتها دائماً كما أنه يعطيها حرية مُطلقة في تصرفاتها، وهي من الشخصيات القليلة جداً التي تعرف سره وحقيقته كما تستطيع اللقاء به والتحدث معه هاتفياً ومراسلته.
- جين: لا يحب التعامل مع بلموت لكتمانها الشديد وعدم ثقته بها، كما أفصح جين عن نيته التخلص منها حين أول خطأ يصدر عنها دون الرجوع إلى الزعيم، يكره جين بلموت ويبغضها، رغم ذلك فقد صرح الكاتب غوشو أوياما أن فيرموث تُحب جين لكن ليس لدرجة الغرام والمعنى أنها ليست متعلقة أو متمسكة به، يثق كلاهما بمهارات الآخر رغم كل الشوائب في العلاقة .
- شيري: العلاقة بينهما غامضة، فشيري تخاف من بلموت بشدة لأسباب غامضة وتكره بلموت بطبيعة الحال لأن بلموت شريرة، في حين تسعى بلموت لقتلها دون مساعدة ودون مشاركة المعلومات عنها مع باقي أفراد المنظمة لأسباب مجهولة أيضًا.
- كالفادوس: كان لديه مشاعر خاصة تجاه بلموت والتي استغلت ذلك لتدعوه لمساعدتها لقتل شيري ونصب كمين لعناصر FBI. وبعد فشل الخطة اضطرت بلموت للهرب وتركه مصابًا فأطلق كالفادوس النار على رأسه منهيًا حياته.
- كيانتي وكورن: يكنان الكره لبلموت لخداعها كالفادوس وتركه يموت، ولولا أهميتها للزعيم لقتلاها، بالنسبة لبلموت وبما أنها بمكانة أعلى منهم فهي تأمرهم في المهمات مثلما رأينا في الفيلم 20 الكابوس الأشد سوادا كما أنهما يثقان في قدرات بلموت .
- بوربون: ساعدته بلموت لتقمص شخصية أكاي شويتشي للتأكد من موته كما ساعدها بوربون في آخر محاولاتها للتخلص من شيري، بينهما علاقة تعاونية كما تجمعهما أمور مشتركة فكلاهما متكتم وغامض ويحب جمع المعلومات وحكرها لنفسه، مع ذلك فإن بوربون يهدد بلموت بأنه سيفضح سر علاقتها مع الزعيم بينما بلموت تساعده على التنكر وتسهل عليه الكثير من الإجراءات في المنظمة .
- أتسوشي وإيلينا ميانو: لا يعلم العلاقة بينهما على وجه الدقة.
- رام : رام هو نائب زعيم المنظمة السوداء واليد اليمنى للزعيم، يُكلّف رام بلموت بالمهمات وبالأخص التجسس والتسلل بسبب قدراتها في التنكر كما أن رام يثق بها وبقدراتها بينما بلموت تُنفذ أوامره فقط وتثق به .
- فودكا : فودكا يثق بمهارات وقدرات بلموت كما أنه يثق بالمعلومات التي تُقدمها ويريد التعاون معها بينما من ناحية بلموت فهي ترى فودكا شخصاً مؤهلاً لكنه غبي .
- كيوراسو : هي اليد اليمنى لرام وهي عضوة ذات مكانة عالية في المنظمة وتربطها مع بلموت علاقة ثقة وثقة بالمهارات وقد كانت من قبل تحت قيادة بلموت لكنها وبسبب ذاكرتها القوية حفظت وخزنت في ذاكرتها حقائق غير ملائمة عن المنظمة وكانت بلموت ستقتلها لكن رام منع بلموت من ذلك .
- آيريش : هو عضو بمكانة عالية هو ابن بيسكو بالتبني، تربطه مع بلموت علاقة تعاونية وعلاقة عمل حيث أن بلموت قامت بمساعدته في التنكر بشكل المفوض ماتسوموتو كيوناغا، ويبدو أن بلموت كانت تخبر آيريش عن بعض مواقفها مع كونان حيث أخبر آيريش كونان بأن بلموت تحبه وتحترمه .
- بيسكو : استدعى جين بلموت من أمريكا لكي تُساعد بيسكو في مهمة الاغتيال في فندق هايدو ونجحت بلموت في مساعدة بيسكو الذي كان هو القاتل الرئيسي لكن كان سيتم فضح بيسكو بسبب تصوير الكاميرا به وهو يطلق النار، ويبدو أن بلموت تكره بيسكو حيث أنها قالت أن يستحق الموت جراء فشله وقالت أنها كانت طيبة بما يكفي لكي تعطيه منديلها قبل الاستجواب والذي كان مهماً في كشف المجرم، يبدو أن بلموت تراه فاشلاً وخرفاً لا يستحق العيش .
- ماساكي أوكاكورا: هو عضو في المنظمة السوداء ويبدو أنه خائن حيث أنه سرق بطاقة ذاكرة تحوي معلومات مهمة عن المنظمة وكان سيتم التخلص منه لكن تم قتله على يد طرف آخر ليس له علاقة بالمنظمة، بلموت كانت أحد العاملين في مهمة البحث عن بطاقة الذاكرة وقتل أوكاكورا .
- أكوافيت : قامت بلموت بما أنها بمكانة عالية بأمر كيانتي بقتل أكوافيت والذي كان يعمل في برج مشهور في تورونتو في كندا وقامت بإرشاد كيانتي لقتله .

### مكتب التحقيقات الفدرالي
- جودي ستارلينغ: تكن لبلموت الكره الشديد وتسعى لإلقاء القبض عليها لقتلها والدها، أما بلموت فتكره جودي لكونها عدوة سابقة لم تتخلص منها بعد.
- شويتشي أكاي: ليس له مع بلموت مشاكل شخصية سوى ما يظنه الزعيم أنه خطر على وجود المنظمة لقدرته الهائلة في المواجهة والتخطيط، فلم يجد من يقاربه في إمكانياته سوى بلموت لتضع حدًا له، وبعد شك بوربون في موته ساعدته بلموت لقطع الشك باليقين، رغم علقرية بلموت لم تشك في موت أكاي ربما بسبب شخصيتها اللامبالية في الكثير من المواقف، أكاي مُعجب بقدرات بلموت وقد أثنى عليها، بلموت تكره أكاي وتحترمه في نفس الوقت وتعتبره أقوى خصوم المنظمة بعد كونان .
- أندريه كاميل: قامت بلموت بالتنكر بشكل جودي وخدعت أندريه ليعطيها معلومات عن وفاة أكاي وقد تذكرت بلموت وجهه من خلا لتحليلها لشكله من بعيد .

### وكالة المخابرات المركزية
- كير: تشك بلموت بكونها عميلاً سريًا ولم تخبر بذلك أحدًا، وهي الوحيدة التي شكت في كون كيز جاسوسة من وكالة المخابرات المركزية المعروفة بـ وكالة المخابرات المركزية.

### آخرون
- شينتشي كودو: أنقذ حياتها حينما تقمصت شخصية السفاح في نيويورك، ولرد الجميل ولأنه ابن صديقتها تسعى لإبعاده عن الخطر حينما تريد قتل شيري. لكن سينشي دائمًا ما يُفشل خططها ويتركها شرط الابتعاد عن شيري وعدم إلحاق الأذى بها، رغم كون بلموت قادرة على قتل كونان وهزيمته إلا أنها لم تفعل لكثير من الأسباب منها أنه أنقذها في نيويورك .
- ران موري: أنقذت حياتها مع سينشي في نيويورك فلقبتها بلموت بالملاك (angel).
- أكاي ميري: بينهما علاقة كره وعداوة شديدة، فبلموت مجرمة خطيرة فعلت الكثير من الجرائم الفظيعة بالإضافة لتنكرها بتسوتومو زوج ميري مما جعل ميري لا تثق بأحد وكسرت قلب ميري، بينما من ناحية ميري فبلموت هي التي قلصت ميري حيث أعطتها العقار عن طريق التقبيل[6]، وعرضت حياة ابنتها للخطر كما أن بلموت المجرمة تنكرت بشكل زوجها النبيل تسوتومو، تعتبر ميري من الأعداء الخطيرين ضد المنظمة وبالتالي أُرسلت بلموت للتخلص منها .
- أكاي تسوتومو : لا يُعرف نوع العلاقة بينهما لكنها في الغالي كُره وعداوة شديدة، بلموت تنكرت بشكل تسوتومو ومعها معلومات كثيرة عنه لتخدع بها ميري بينما من ناحية تسوتومو فهو مفقود حتى الآن .
- تومواكي أرايدي: هو الطبيب الذي تنكرت به بلموت طوال الآرك الخاص بها أو الـ "Saga" لكي تبحث وتُنفذ خطتها في قتل عضوة المنظمة الخائنة شيري .
- إينوموتو أزوسا : تنكرت بلموت بشكل أزوسا لكي تتأكد من وعد بوربون بشأن عدم أذيته لران وكونان .
- كوروبا تويتشي : تعلمت بلموت ويوكيكو على يد تويتشي أعظم ساحر فنون التنكر وقد أتقنت بلموت فنون التنكر لدرجة وصلت فيها لمستوى تويتشي نفسه ويُقال أنها تعدته أيضاً .
- راديش ريدوود : تنكرت بلموت على هيئة هذا المفتش الأمريكي لكي تُنقذ يوكيكو من شرطي كان سيضع لها مخالفة .
- السفاح ذو الشعر الفضي : قامت بلموت بقتل السفاح ثم تنكرت بشكله لكي تقتل أكاي حيث أن أكاي لا يعلم أنها بلموت متنكرة وبالتالي سيتساهل معها لكنها فشلت وأصيبت ثم قامت بمسح بصماتها وهربت .

## أقوالها الغامضة
| بلموت | السر يجعل المرأة مرأة ... A secret makes a woman woman | بلموت |

| بلموت | نستطيع أن نكون الخير والشر في نفس الوقت، نحاول أن نرفع الموت، عكس مجرى الوقت ... We can be both of good and devil since we're trying to raise the death against the stream of life | بلموت |